# Икс (Секретные материалы)
Икс или мистер Икс (англ. X или англ. Mr. X) — персонаж американского научно-фантастического телесериала «Секретные материалы». Он выступает в качестве информатора, снабжая информацией специальных агентов ФБР Фокса Малдера и Дану Скалли, тем самым оказывая им помощь в расследовании паранормальных дел, получивших название Секретные материалы. В этом качестве Икс сменил Глубокую Глотку, который был убит в последнем эпизоде первого сезона — «Колба Эрленмейера». Впервые об Иксе стало известно во втором эпизоде второго сезона под названием «Хозяин», однако непосредственно на экране персонаж появился только двумя сериями позже — в эпизоде «Бессонный».
Роль Икса исполнил актёр Стивен Уильямс, хотя изначально персонаж был задуман как женский. Роль досталась актрисе Наталье Ногулич, однако её пробные сцены продюсеры сочли неудовлетворительными и заменили Ногулич на Уильямса.
Появление в сериале Икса задумывалось с целью введения персонажа, в корне отличающегося от его предшественника, Глубокой Глотки, и было положительно встречено критиками и фанатами. Персонаж просуществовал до первого эпизода четвёртого сезона, и был заменён Маритой Коваррубиас. Последнее появление Икса на экране состоялось в заключительном эпизоде девятого сезона, где персонаж появился как видение Малдеру при этом вновь дав ему необходимую на тот момент информацию.

## Персонаж
Икс изначально задумывался как персонаж женского пола, и на роль была утверждена актриса Наталья Ногулич. Однако после пробных сцен с её участием, Ногулич была заменена на Стивена Уильямса, так как продюсеры посчитали, что Ногулич не сумела правильно сработаться со своими коллегами по сериалу. Уильямс уже работал ранее со сценаристами «Секретных материалов» Гленом Морганом и Джеймсом Вонгом над другим проектом, хотя это был создатель сериала Крис Картер, кто предложил его на роль Икса.
Икс в исполнении Уильямса был призван выступать в качестве своеобразного антипода своему предшественнику — Глубокой Глотке. Глубокая Глотка был самоотверженным персонажем, а Икс был представлен зрителю как персонаж устрашающий и эгоистичный. До эпизода «Один вздох» Глен Морган считал, что персонаж пришёлся не по душе поклонникам сериала, поскольку он казался обычной копией Глубокой Глотки. Морган ценил Уильямса как актёра и хотел видеть его в числе регулярно появляющихся в сериале, поэтому включил сцену, в которой Икс хладнокровно убивает свидетеля их разговора с Малдером. По мнению Моргана, эта сцена нужна была для обозначения разницы между Глубокой глоткой и Иксом: если первый был готов пожертвовать собой, чтобы раскрыть секрет, то последний, наоборот, был предельно озабочен собственной безопасностью. Уильямс же утверждал, что он никогда не пытался ни рационализировать мотивы поведения персонажей, ни представить легенду для своего героя, предпочитая играть роль с минимальными знаниями о нём. Актёр говорил: «Чем меньше я знаю о нём, тем интереснее он становится».
Опыт Уильямса в сценах рукопашного боя, полученный на съёмках фильма "«Без вести пропавшие 2: Начало» (1985), позволил ему подготовиться и помочь создать некоторые боевые сцены, включая постановку драки с персонажем Митча Пиледжи — Уолтером Скиннером в эпизоде «Конец игры».

## Развитие персонажа
Икс появляется в сериале во втором эпизоде второго сезона «Хозяин», представившись Малдеру по телефону как его «друг в ФБР», однако сам персонаж непосредственно появился на экране лишь в эпизоде «Бессонный», двумя сериями позже, где оказал Малдеру помощь в расследовании утечки информации о секретном военном проекте из Вьетнамской войны. Мотивы действий Икса часто неясны, но он доказал не раз, что, по крайней мере, не хочет, чтобы Малдер погиб. В эпизоде «Конец игры» Икс рассказывает о местонахождении Малдера Скиннеру после короткой и жестокой драки с последним, несмотря на то что одержал в ней верх. В эпизоде «731» Икс спасает Малдера из заминированного часовой бомбой вагона незадолго до взрыва. Убив Рыжеволосого мужчину, который ранее избил Малдера до потери сознания, Икс встаёт перед выбором: спасти Малдера или гибрид человека и пришельца, так как времени до взрыва крайне мало.
В первом эпизоде четвёртого сезона «Раса господ» Консорциум узнаёт, что Икс является информатором Малдера. Оперативник Консорциума убивает Икса в коридоре дома Малдера, куда тот отправился, чтобы сообщить агенту новую информацию. Из последних сил Икс доползает до двери Малдера и своей кровью пишет на пороге «SRSG» («СПГС», что означает «специальный представитель Генерального секретаря Организации Объединённых Наций»). Эта зацепка выводит Малдера на Мариту Коваррубиас, которая становится новым информатором агента.
После смерти Икса этот персонаж появляется в сериале дважды: в пятом сезоне, в эпизоде «Необычные подозреваемые», посвящённом «Одиноким стрелкам», действие которого происходит до смерти Икса, а также в качестве призрака в заключительном эпизоде девятого сезона — «Истина».

## Реакция и оценки
Икс был хорошо встречен критиками. В 2009 году Entertainment Weekly включил персонажа в Топ-20 чёрных фантастических героев под номером 17. Тодд ВанДеррВефф в статье для «AV Club» высоко оценил «многозначительность» Уильямса, добавив, что хотел бы, чтобы сценаристы «нашли способ оставить его подольше, чем они это сделали». Коллега ВанДеррВеффа, Зак Хэндлен посчитал, что убийство Икса в «Расе господ» было «соответствующе шокирующим», назвав сцену «одной из самых запоминающихся смертей в сериале». Однако он посчитал, что немедленое введение в сериал Мариты Коваррубиас, преемника Икса, «сдувает значение его утраты». Хэндлен также назвал Икса «лучшим из информаторов Малдера», объясняя, это тем, «что он всегда зол, он всегда неохотно предоставляет информацию, и вы никогда не может быть уверены, какую цель он на самом деле преследует». Сценарист сериала Фрэнк Спотниц назвал Икса «самым злобным, подлым, смертоносным убийцей на планете».
Стивен Уильямс отмечал, что рост популярности его персонажа среди поклонников сериала он связывает с эпизодами «Нисэй» и «731». В 1997 году Уильямс был номинирован на премию Гильдии киноактеров в номинации «За лучший актёрский состав в драматическом сериале» наряду с Джиллиан Андерсон, Уильямом Б. Дэвисом, Дэвидом Духовны и Митчем Пиледжи.